# Dirphya bicoloricornis
Dirphya bicoloricornis är en skalbaggsart som först beskrevs av Stefan von Breuning 1965.  Dirphya bicoloricornis ingår i släktet Dirphya och familjen långhorningar. Inga underarter finns listade i Catalogue of Life.